# Bake McBride
Arnold Ray McBride (Fulton, Misuri, 3 de febrero de 1949), más conocido como Bake McBride, es un exjugador profesional estadounidense de béisbol que se desempeñó en la posición de jardinero derecho en las Grandes Ligas de Béisbol (MLB). Logró obtener el premio Novato del Año.

## Carrera
McBride jugó como profesional cinco temporadas en St. Louis Cardinals (1973-1977), después pasó a Philadelphia Phillies (1977-1981), luego a Cleveland Indians, donde jugó dos temporadas (1982), y fue el equipo en el que se retiró.

## Premios
En 1974, fue galardonado con el premio Novato del Año.